# Z (tidning)
Tidningen Z var en satirisk tidning som gavs ut mellan 1987 och 1995 av Kinneviksägda Medviks Förlag AB. Förebilden var det amerikanska magasinet "Spy". Efter en period av dalande försäljning byttes namnet till Z.mag@zine och ändrade inriktning till it-relaterat material med förebild från bland annat amerikanska Wired. Strax efteråt lades den dock ner. Tidningen Z var den första i raden av produkter från Kinnevik som bar namnet Z. Se även Z-Radio och ZTV.

## Björn Borgs stämning
I en intervju publicerad i tidningen Z 1990 hävdade Jannike Björling att hennes exmake, tennislegenden Björn Borg hade missbrukat kokain ett flertal gånger. Björn Borg svarade med att stämma tidningen för grovt förtal. I den påföljande rättegången dömdes tidningen att betala skadestånd till Björn Borg. Några år senare erkände Björn Borg i en tv-intervju att han hade använt kokain.

## Pionjär på internet
Z.mag@zine var en av de första svenska tidningarna som skaffade en egen webbplats på internet. Den 20 oktober 1994, två månader efter lanseringen av aftonbladet.se, startades webbplatsen Z Central av bland andra Z:s dåvarande chefredaktör Mattias Hansson och redaktionschefen Erik Hörnfeldt. Den första sajten var i praktiken en länksamling till olika webbplatser, en sorts surfguide.

## Z-priset
Jan Hugo Stenbecks Z-pris delades årligen ut av Kinneviksägda tidningen Z åren 1988-1991. Prisets motivering löd: "Till den eller de personer som belyst andra åsikter och skeenden än de i press eller etermedia vanligen förekommande, visat prov på god olydnad och skapat debatt i viktiga samhälls- eller mediafrågor. Pristagaren ska i arbetet ha dokumenterat prov på en eller flera av följande kvaliteter: Mod, integritet, noggrannhet, god stilistik eller verbal förmåga, saklighet och humor." Prissumman var 50 000 kronor.
Z-priset tilldelades:
- 1988 - Bertil Gärtner[3]  och Lars Hillersberg
- 1989 - Bo Södersten[4]
- 1990 - Claes Nydahl[5]
- 1991 - Ingrid Segerstedt-Wiberg[6]